# Maurizio Lazzarato
Maurizio Lazzarato é um sociólogo e filósofo italiano residente em Paris, onde desenvolve pesquisas sobre a ontologia do trabalho, biopolítica, trabalho imaterial e capitalismo cognitivo.
NEOMONADOLOGIA
Maurízio Lazzarato, sociólogo, nascido na Itália e radicado em París, membro do corpo editorial da revista Multitudes , através do estudo de obras como a de Gabriel Tarde e estudos de autores que seguiam a linha marxista buscou trabalhar a subjetividade e sua utilidade na construção de mundos possíveis conforme conclusões do autor em As Revoluções do Capitalismo.O Autor parte de As instituições não são a fonte das relações de poder e sim a cooperação entre os cérebros apesar desta maneira de pensar estar enraizada em nossas mentes. Aqui se discutirá o papel da empresa na sociedade, demonstrando que ela não cria, o mundo cria (tanto sujeito como objetos).
O Autor trabalha o conceito de empresa como sendo deferente de fábrica. A empresa sem fábrica cria o mundo através de setores correspondendo a este mundo. Nas sociedades de controle, a finalidade não é mais auferir antecipadamente os lucros, como nos regimes de soberania, nem combinar e aumentar a potência das forças, como nas sociedades disciplinares.
Na sociedade de controle a questão é efetuar os mundos. A valorização capitalista fica subordinada, doravante, a essa condição. O capitalismo afeta subjetivamente o mundo, influenciando ativamente nos desejos e prazeres sociais, sendo superior à guerra econômica que é apenas estética. Consumir significa pertencer ao mundo composto pelos signos expostos na mídia formados de expressões, formas de falar e vestir, conceitos, a alma da empresa insculpida em sua produção capital. As sociedades de controle fornecem o mundo ao qual nos filiaremos, no entanto, vazios de singularidade e formatados em uma lógica sem criatividade. A dinâmica do acontecimento falta à construção dessa sociedade que não permite a criação de mundos pelos sujeitos, os quais, passam a escolher somente a partir daqueles mundos pré concebidos pela produção econômica.
A publicidade constrói transformações incorpóreas que se auto avaliam e constituem um modelo de construção em si mesmas, simulam acontecimentos que devem ser encarnados pelos corpos.As imagens transmitidas pela TV, as quais não possuem mais fronteiras de nações produzem signos  os quais operam transformações incorpóreas capazes de encarnar os corpos mas, muitas das vezes, não se tornando “mundos possíveis” para os que tem pouco ou nenhum poder de compra, dando ensejos à construção de extremos que tomam forma de frustrações dentro do mundo do consumo, tais como, a “subjetividade do luxo” e a subjetividade do lixo”.
Os mundos da publicidade destroem subjetividades que não se encaixam nos mundos por eles criados, agindo por meio das transformações corpóreas.As mudanças constituídas pelo mundo do “possível” transformam também a teoria do trabalho, de modo que não há em si uma produção, mas, sim, reprodução, a verdadeira produção é a atualização destes possíveis nas almas dos consumidores.  Antecipar os acontecimentos, independente de onde venham, é produzir em conjunto com os marcos comunicacionais, tornando em equipe à atividade em rede.Zarifian entende mercado como captação de clientela (sua atenção e memória, desejos e crenças) sendo necessária sua fidelização e capacidade inovação das ofertas.
O serviço deve “fazer acontecer” uma demanda prévia de produtos, sendo esta antecipação feita no modo virtual, mobilizando recursos de comunicação e dos signos utilizando todas as propriedades da linguagem e trabalhando o sentido da oferta.As empresas trabalham com a modulação não só dos clientes, mas, também dos trabalhadores, criando um mundo em que este pertença a empresa, aos seus desejos e crenças, mesmo em atividades mais simples.As empresas constroem uma relação de poder que ditam comportamento, valores, forma de vida e sentido, independente de trabalhador ou consumidor, estão submetidos a relações de poder heterogêneas. Aqui o sistema de financiamento das máquinas é descrito por Tarde como um laboratório de psicologia social em que a cotação das empresa nas Bolsas de Valores pressupõe a transformação de julgamentos individuais em coletivos, assim, a determinação de valor vêm de vontades dominantes e depende do conflito de grandes especuladores comandados por pessoas influentes que fazem a lei do mundo inteiro.
Aqui o trabalho não se efetiva mais na configuração do capital que se modifica radicalmente, a estrutura produção-mercado-consumo ensinada pelos economistas e marxistas começa de uma perspectiva neomonadológica com um roteiro preliminar de cooperação entre cérebros. A potência de criação da qual deriva o trabalho de empresas como a Microsoft depende de diversos fatores que ligam afetos e de um processo tanto de criação como de implementação do mesmo confundindo, o papel dos desenvolvedores e usuários quando da necessidade de disseminação.
Todas as monadas passam a colaborar para a criação e articulação, tornando as funções do processo de cooperação entre cérebros reversível e de criação pública tendo proteção dessa natureza por direitos como copyleft que garante o direito de copiar, modificar e difundir ao mesmo tempo que reconhece a singularidade de criação de cada colaborador em seu direito moral de invenção.
O monopólio exercido pela Microsoft, pera na cooperação entre cérebros, mantendo segredo de como ocorre à captura da difusão dos softwares criados, tendo a publicidade negada pelo segredo da atividade empresarial que neutraliza a captura das co-criações e cooperações e fazem da propriedade intelectual do trabalho de co-criação e co-realização propriedade da empresa. A fabricação das máquinas onde rodarão os software perfaz esta “nova economia” conjugando os esforços de trabalho imaterial de criação do software concentrados no Norte global com os de fabricação dos dispositivos no qual estes serão inseridos, produtos vindos de uma indústria globalizada e concentradas no Sul do planetário.
A propriedade intelectual possui função política, vez que, determina o direito de quem produz e de quem reproduz a produtividade social trazendo como consequências o desemprego, a pobreza, em razão de não reconhecer a cooperação na produção, proporcionando espaço para a exploração social pela empresa. Os conceitos de produção nas sociedades de controle consideram a articulação de poderes múltiplos e heterogêneos, apreendendo os sujeitos a partir dos agenciamentos dos consumidores, populações e trabalhadores como determinações políticas divididas em conjuntos hierarquizados com atribuições finitas e fixas. Muito embora sejam as mesmas mônadas que participam do ciclo de captação e cooperação, não existirá aqui um centro que guiam os sujeitos mais frágeis.
A crítica ao trabalho cognitivo não acontece, vez que as multiplicidades dos trabalhadores cognitivos não substitui as subjetividades da classe operária de política sindical clássica. A cooperação entre cérebros depende do acontecimento, dentre as ações que abrem espaço para algo incerto no campo desses acontecimentos, dependem, pelo risco que lhes é marca, de empatia, compartilhamento e relações amizade, fraternidade e compaixão, aqui as mônadas são todas colaboradoras entre si e ainda que divergentes em sua forma de agir por meio dos afetos.Diferente da teoria de cunhada por Smith e Marx, a cooperação entre cérebros produz bens comuns, compõe uma produção de conhecimento da qual necessita de dupla participação para sua composição, de quem a produz e de quem a recebe, são gratuitos e indivisíveis (conhecimento, linguagem, obra de arte, ciência) por serem imateriais. Esses bens comuns não se perdem quando são divididos pois a troca não faz com quem o compartilhe perca, o consumo desses bens promove a criação de outros conhecimentos sendo resultado de uma produção pública e não estatal, ultrapassando a esfera de intervenção do bem público sem se tornar privado.
1. ↑  http://v2.nl/archive/people/maurizio-lazzarato
2. ↑  Tarde, Gabriel. Monadologia e Sociologia. 2003. Editora Vozes
3. ↑  Lazzarato, Maurizio. As Revoluções do Capitalismo. Civilização Brasileira. 2006. pg. 104
4. ↑  Lazzarato, Maurizio. As Revoluções do Capitalismo. Civilização Brasileira. 2006. pg. 112
5. ↑  Lazzarato, Maurizio. As Revoluções do Capitalismo. Civilização Brasileira. 2006. pg. 120

## Obras
- Lavoro Immateriale. Forme di vita e produzione di soggettivita' (1997)
- Videofilosofia. Percezione e lavoro nel postfordismo (1997)
- Tute Bianche. Disoccupazione di massa et reddito di cittadinanza (1999)
- Post-face à Monadologie et sociologie (1999)
- Puissance de l'invention. La psychologie economique de Gabriel Tarde contre l'economie politique (2002)
- Les Revolutions du capitalisme (2004)
- Signos, máquinas, subjetividades (2014)